# Кочін-Ланчар
Кочін-Ланчар (словац. Kočín-Lančár) — село, громада округу П'єштяни, Трнавський край. Кадастрова площа громади — 13.12 км².
Населення 525 осіб (станом на 31 грудня 2020 року).

## Історія
Кочін-Ланчар згадується 1436 року.

## Географія
Протікають Кочінський потік і Ланчарський потік.

## Населення
| Рік:            | 1994. | 2004.   | 2014.   | 2024.   |
| --------------- | ----- | ------- | ------- | ------- |
| Кількість осіб: | 542   | 521     | 525     | 503     |
| Різниця:        |       | -3,87 % | +0,76 % | -4,19 % |

| Рік:            | 2023. | 2024. |
| --------------- | ----- | ----- |
| Кількість осіб: | 503   | 503   |
| Різниця:        |       | +0 %  |